# Europavej E1
E1 er en europavej der begynder i Larne i Nordirland og ender i Sevilla i Spanien. Undervejs går den blandt andet gennem: Belfast i Nordirland; Dublin, Wexford og Rosslare i Irland ...(ingen direkte forbindelse)... A Coruña og Pontevedra i Spanien; Valença, Porto, Aveiro, Coimbra, Lissabon, Setúbal, Faro og Vila Real de Santo António i Portugal; Huelva i Spanien.